# Trollträsket (Töre socken, Norrbotten)
Trollträsket är en sjö i Kalix kommun i Norrbotten och ingår i Kalixälvens huvudavrinningsområde. Sjön har en area på 0,132 kvadratkilometer och ligger 98 meter över havet.

## Delavrinningsområde
Trollträsket ingår i det delavrinningsområde (735357-182043) som SMHI kallar för Utloppet av Granträsket. Medelhöjden är 83 meter över havet och ytan är 32,04 kvadratkilometer. Det finns inga avrinningsområden uppströms utan avrinningsområdet är högsta punkten. Lillån som avvattnar avrinningsområdet har biflödesordning 2, vilket innebär att vattnet flödar genom totalt 2 vattendrag innan det når havet efter 53 kilometer. Avrinningsområdet består mestadels av skog (80 procent). Avrinningsområdet har 1,24 kvadratkilometer vattenytor vilket ger det en sjöprocent på 3,9 procent.